# James Francis Macbride
James Francis Macbride (* 19. Mai 1892 in Rock Valley; † 16. Juni 1976 in Riverside) war ein US-amerikanischer Botaniker der hauptsächlich die Flora Perus untersuchte. Sein Autorenkürzel wird in wissenschaftlichen Publikationen mit J.F.Macbr. angegeben.

## Leben
MacBride schloss im Jahr 1914 sein Biologiestudium an der University of Wyoming ab und arbeitete kurzzeitig am Gray Herbarium der Harvard University.
1921 schloss er sich einem Programm zur Erforschung der Flora Perus an.
Ab 1929 besuchte Macbride zehn Jahre lang alle wichtigen Herbarien Europas, um die in Herbarien aufbewahrten Arten der tropischen amerikanischen Flora zu fotografieren. Dabei sammelte er Fotografien von über 40.000 Exemplaren. Diese Fotografien waren später von besonderer Bedeutung, da viele der in deutschen Herbarien aufbewahrten Exemplare bei den Bombenangriffen der Alliierten im Zweiten Weltkrieg zerstört wurden.
1936 begann die Veröffentlichung der Flora von Peru und die Arbeit daran verlief über weitere 24 Jahre. In den späten 1940er Jahren zog Macbride nach Kalifornien, wo er seine Arbeit an der Flora von Peru an der University of California und der Stanford University fortsetzte.
Er starb 1976 im Alter von 84 Jahren in Riverside in Kalifornien.
Macbride ist namengebend für die Gattung Macbrideina und für zahlreiche Pflanzenarten wie z. B. Tephrosia macbrideana und Tillandsia macbrideana (Macbrides Luftnelke).